# 科洛巴爾冰原島峰

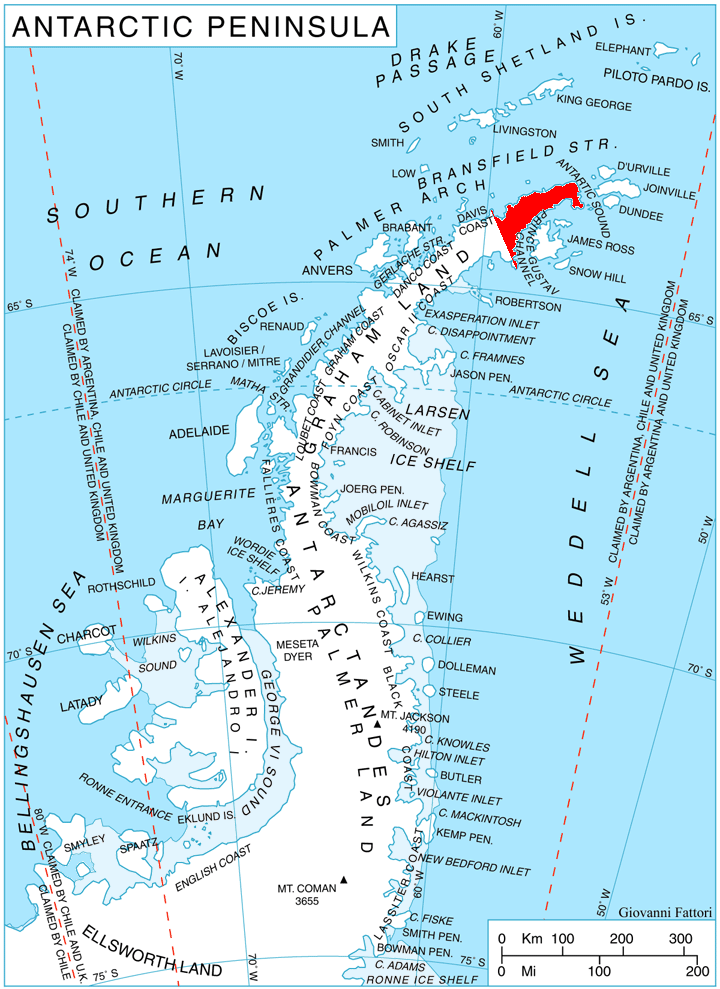

科洛巴爾冰原島峰（英語：Kolobar Nunatak）是南極洲的冰原島峰，位於葛拉漢地的特里尼蒂半島，處於潘哈德冰原島峰東北面3.59公里、喬喬韋尼冰原島峰東南面4.29公里和勒瓦索爾冰原島峰西南面5.66公里，以保加利亞東北部鄉鎮命名。

## 外部連結
- Trinity Peninsula. Scale 1:250000 topographic map No. 5697. Institut für Angewandte Geodäsie and British Antarctic Survey, 1996.
- SCAR Composite Antarctic Gazetteer（页面存档备份，存于）.

63°41′31″S 58°13′46″W / 63.69194°S 58.22944°W